# Блюм Лемпель
Блюм Лемпель (англ. Blume Lempel, їдиш בלומע לעמפּעל‎; 13 травня 1910, Хоростків, Галичина, Австро-Угорська Імперія — 20 жовтня 1999, Лонг-Біч, Нью-Йорк, США) — американська письменниця єврейського походження, що писала мовою їдиш.

## Біографія
Блюм Лемпель народилася у Хоросткові (Галичина, тоді у складі Австро-Угорщини, нині Тернопільська область, Україна) у сім'ї Авраама та Пеші Пфеффер. Освіту здобула у хедері (традиційній єврейській початковій школі) та єврейській початковій школі з викладанням івриту. Її мати померла, коли Блюмі було 12 років, та її батько, за професією кошерний м'ясник, одружився вдруге. Її брат Ісроель, старший за неї на шість років, здобув ґрунтовну освіту. Щодо самої Блюм, то батько вважав, що дівчина не повинна знати нічого більше, аніж шити та куховарити. Вона мала доглядати дім і худобу.
У 1929 році Блюм вирішила перебратися до Палестини. Дорогою вона зупинилася в Парижі у брата, який втік туди, оскільки на нього полювали як на комуніста в Галичині. Збереглися її дитячі спогади про жандармів, які проколювали її ліжко багнетами, коли шукали його.
Під час перебування у Франції Блюм брала активну участь у розвитку літературної культури їдиш у міжвоєнному Парижі. Вона відвідувала вечірню школу, нелегально працювала на фабриці кишенькових книг, одружилася з хутровиком Лемелем Лемпелем (помер у 1985 році) і народила сина Поля (1935) і доньку Йоланду (1937). Вона почала писати, але її розчарував брат, який сказав, що писати може лише освічена людина. Не вірячи у власні сили, вона знищила свої ранні роботи. Брата було вбито німцями під час Другої світової війни.
У 1939 році родина Лемпелів переїхала до Нью-Йорка, США, де народився син Стівен (1945). Там Блюм упродовж шести років відвідувала заняття у школі. У той період вона інтенсивно читала і поступово почала писати знову. Про її літературну творчість не здогадувались ні її сусіди (які вважали її домохозяйкою на ім'я Бланш), ні навіть її власні діти. 
Літературна кар'єра Блюм в Америці розпочалася в 1943 році з публікації короткого оповідання в щоденній газеті «Der Tog» («День») під псевдонімом Рохль Гальперн. У 1947 році в газеті «Morgn Frayhayt» («Ранкова свобода») був опублікований її роман про окупацію Парижа під назвою «Tsvishn tsvey veltn» («Між двома світами»). Цей роман, який описував Париж до, під час і після війни, був незвичним зображенням окупації, оскільки описував романтичні стосунки між нацистом і єврейською жінкою. У 1954 році під іменем Бланш Лемпель вона опублікувала переклад свого роману англійською під назвою «Storm Over Paris» («Буря над Парижем»). Хоча цей твір не отримав широкої критики, він був схвально прийнятий; газета «Pasadena Independent» описала його як такий, що містить «деякі гіркі елементи великого роману».
Проте її творчість не увійшла до 8-томного «Лексикона нової літератури їдиш» (1957), і лише пізніше її включили у доповнене видання (1986).

## Творчість
Лемпель, яка писала в роки після Другої світової війни, була добре відома в літературній спільноті їдиш, але практично невідома за її межами. Вона листувалася з важливими письменниками та поетами, що писали мовою їдиш, включаючи Аврома Суцкевера, Йонію Файна, Хаїма Граде та Малку Гейфец-Тусcман.
У 1982 році вона встановила дружні стосунки з Хавою Розенфарб після того, як Розенфарб прочитала одне з оповідань Лемпель у виданні «Di goldene keyt» («Золотий ланцюг»). Їхня дружба закінчилася в 1989 році, коли Лемпель помилково звинуватила Розенфарб у тому, що вона була капо, після прочитання оповідання Розенфарб «Помста Едгії», вигаданої оповіді від першої особи з погляду колишнього капо.
Оповідання Лемпель часто з'являлися в журналі «Di Goldene Keyt» («Золотий ланцюг») та інших виданнях, і багато з них були зібрані за її життя у двох книгах: «A Rege fun Emes» («Момент істини») та «Ballade fun a Holem» («Балада про мрію»).
Стиль і зміст праць Блюм Лемпель були надзвичайно незвичними для літератури їдиш через використання потоку свідомості, ретроспективи та інших модерністських технік, які розкривали теми, починаючи від Голокосту, закінчуючи інцестом та сексуальним пробудженням. 
Перекладачі її творів пояснювали, що оповідання Лемпель створювали унікальні труднощі для перекладу через їхні раптові, різкі переходи від повсякденного життя в Нью-Йорку, Маямі чи Польщі до сюрреалістичних обставин, де могло статися будь-що. Лемпель відмовлялася від приналежності до будь-якого літературного руху чи групи, і її техніка відображала дезорієнтацію та зміни, які вона бачила у власному житті: від її молодості в Польщі до довоєнного Парижа та еміграції родини до Америки напередодні війни.
За свої твори мовою їдиш Лемпель отримала численні нагороди:
- Премія Атрана з єврейської літератури (1985)[7]
- Премія І. Дж. Сігала з літератури їдиш (Монреаль) за книгу «A Rege fun Emes» («Момент істини», 1981)
- Премія Житловського (1989)

Блюм писала лише мовою їдиш, тому її твори залишаються для широкої публіки переважно незнайомими та неперекладеними.
Критик Олександр Шпігельблат писав про її творчість: «Її проза завжди проникає в найглибші закутки душі й супроводжується невпинним психоаналізом у суто фрейдистському дусі, ніби відсуваючи завіси та виявляючи все приховане.».

### Смерть
Блюм Лемпель померла у своєму будинку в Лонг-Біч (Нью-Йорк, США) 20 жовтня 1999 р.